# Bandeira de Mesquita (Rio de Janeiro)
A Bandeira de Mesquita é um dos símbolos do município de Mesquita do Estado do Rio de Janeiro, foi criado através Lei N° 222 do dia 21 de dezembro de 2005. É constituído pelas cores verde e amarelo, além do Brasão do município ao centro.

## Cores
A cores usados na bandeira, são aquelas relatados da Lei N° 222. As cores a seguir segue o Manual de Identidade Visual
| Cor                | CMYK       | RGB         | Hexadecimal | Nome da cor na descrição do bandeira       |
| ------------------ | ---------- | ----------- | ----------- | ------------------------------------------ |
|                    | 60/0/40/40 | 61/153/92   | 3D995C      | Verde (Representa a Mata)                  |
|                    | 0/0/40/0   | 255/255/153 | FFFF99      | Amarelo (Representa as riquezas do Brasil) |
| Brasão de Mesquita |            |             |             |                                            |